# استیو دیز
 استیو دیز (انگلیسی: Steven Diez؛ زاده ۱۷ مارس ۱۹۹۱) یک تنیس‌باز اهل کانادا است.